# Einherjer
Einherjer és un grup de viking metal procedent d'Haugesund, Noruega, i format el 1993. La seva música està fortament inspirada pel Folk i el Black Metal tradicional, i les seves líriques parlen sobre històries de la mitologia nòrdica.
El nom d'Einherjer prové del mot Einherjar, tret d'aquesta mitologia: aquest correspon als guerrers que morien a les batalles, anaren al Valhalla i s'uniren a la taula d'Odin.

## Biografia d'Einherjer
El grup gravà el seu primer disc de curta durada el desembre de 1993: Aurora Borealis. Aleshores, hi havia Frode Glesnes com a guitarrista, Gerhard Storesund com a bateria, Rune Bjelland com a cantant i Audun Wold al baix i teclats. L'EP fou ben rebut per les crítiques i encara és considerat avui dia com "un treball de culte" endins el gènere.
El segon treball d'Einherjer, que començà el maig de 1994, va ser "Leve Vikingånden", amb les cançons "Når Hammeren Heves" i "Når Aftensolen Rinner". El disc fou produït pel mateix grup, Reinhard Toresen i Knut Bjarne Bjørkhaug; i tornà a rebre bones opinions.
Després d'aquests dos discs de curta duració, Einherjer signà un acord amb Napalm Records a Àustria i tornà amb el seu primer treball de llarga duració: Dragons of the North.
Aquest nou material es va fer durant l'estiu de 1996 als estudis Grieghallen i fou produït per Eirik "Pytten" Hundvin. Einherjer va rebre opinions increïbles arreu del món, que consideraren aquest àlbum com "l'àlbum del gènere Viking Metal". El grup tornà aviat als mateixos estudis i va gravar el gener de 1997 el miniàlbum Far, Far North. <
El 1998, Einherjer canvià el seu so amb Odin Owns Ye All. Aquest so, segons el mateix grup, de Heavy Metal "net i polit" de l'any '87, era el que Frode i Gerhard volien fer fa temps. L'àlbum es gravà als estudis Los Angered Recording, a Göteborg - Suècia, i fou produït pel famós productor Andy LaRocque.
Einherjer torna als mateixos estudis l'any 1999 amb un altre canvi de so i grava el disc Norwegian Native Art, amb una forta influència del Black Metal: nombrosos compassos amb orquestra, una bateria molt contundent i unes guitarres pesades. En aquest disc, es fa molt més ús de les veus guturals, contrastant amb les veus netes i melòdiques de l'Odin Owns Ye All. 

Amb un acord amb la discogràfica Tabu Recordings, la discografia actual d'Einherjer dona fi l'any 2003 amb un nou àlbum: Blot. Les dotze cançons que el componen consten de ritmes molt més melòdics i canviants i orquestres que s'armonitzen amb les guitarres. 

Poc després de la sortida d'aquest nou disc, a començaments de 2004, Einherjer anuncia la seva separació. No és fins a setembre de 2008 que el grup tornà a unir-se per fer diversos concerts per Europa.

## Membres d'Einherjer
Membres actuals
- Frode Glesnes (pseudònim Grimar): guitarrista principal i vocalista (des del 1993)
- Gerhard Storesund (pseudònim Ulvar): bateria i teclat (des del 1993)
- Aksel Herløe: guitarrista rítmic (1999-actualitat)

Antics membres
- Rune Bjelland (pseudònim Nidhogg): vocalista (1993-97)
- Audun Wold (pseudònim Thonar): baix, teclat i guitarra (1993-97)
- Stein Sund: baix (1996-97, 1999)
- Ragnar Vikse: vocalista (1997-2000)
- Erik Elden: baix (1998)

En concerts
- Terje Vik Schei (pseudònim Tchort): baix (1998-99)
- Jon Lind: baix (2000)

## Discografia
| Nom de l'àlbum          | Publicat el                 | Nombre de pistes | Durada |
| ----------------------- | --------------------------- | ---------------- | ------ |
| Aurora Borealis (EP)    | 1993                        | 4                | 24:07  |
| Leve Vikingånden (EP)   | 1995                        | 2                | 12:45  |
| Dragons of the North    | 1996                        | 8                | 48:06  |
| Far Far North (EP)      | 1997                        | 3                | 20:20  |
| Odin Owns Ye All        | 1998                        | 9                | 45:37  |
| Norwegian Native Art    | 1999 i 2005 (segona edició) | 8                | 39:29  |
| Blot (demo)             | 2002                        | 3                | 14:34  |
| Blot                    | 2003                        | 12               | 60:09  |
| Norrøn                  | 2011                        | 6                | 41:20  |
| Av oss, for oss         | 2014                        | 8                | 44:09  |
| Dragons of the North XX | 2016                        | 9                | 50:26  |
| Norrøne spor            | 2018                        | 10               | 47:59  |
| North Star              | 2021                        | 8                | 42:25  |